# LMH 15
Die LMH 15 ist eine zweiachsige Industrielokomotive der AEG, die 1928 hergestellt und im Rangier- sowie Werksverkehr bei der Kleinbahn Langenfeld-Monheim-Hitdorf (LMH) – seit 1963 Bahnen der Stadt Monheim (BSM) – eingesetzt wurde.
Die Elektrolokomotive war bis zum Ende des elektrischen Betriebes bei der Gesellschaft im Einsatz. Die Lokomotive ist in der Innenstadt von Monheim am Rhein als Denkmal aufgestellt.

## Geschichte und Einsatz
Weil das Beförderungsaufkommen bei den Bahnen der Stadt Monheim in den 1920er Jahren stark anstieg, benötigte die Bahn stärkere und schwerere Lokomotiven. Als letzte Elektrolokomotive für den Güterverkehr wurde 1928 die LMH 15 in Dienst gestellt.
Die Lokomotive konnte Züge mit einer Last von 500 t befördern. Mit ihrer Indienststellung wurde gleichzeitig die Druckluftbremse bei den Bahnen der Stadt Monheim eingeführt.
Die schweren Übergabezüge zur Shell-Raffinerie, die das Haupteinsatzgebiet der Lokomotive darstellte, wurden bei Bedarf mit Vorspann durch die LMH 14 befördert. Um bei engen Straßendurchfahrten besser wahrgenommen zu werden, erhielt sie neben einer orange-gelben Lackierung auch besondere Signaleinrichtungen wie eine Rundumleuchte und eine Glocke. Bis zum Ende des elektrischen Betriebes trug sie die Hauptlast des Güterverkehrs.
Anschließend wurde die Lokomotive in Leverkusen auf einem Spielplatz aufgestellt, durch Tausch kam sie später wieder zu den BSM zurück. Nachdem sie im Ausbesserungswerk Opladen eine grüne Neulackierung erhalten hatte, wurde sie 1995 auf dem Betriebshof und 2001 am Rathausplatz Monheim als Denkmal aufgestellt.

## Technik
Die Lokomotive war in Gleichstromtechnik ausgeführt und mit einem Scherenstromabnehmer ausgerüstet. Die beiden Fahrmotoren mit je 121 kW waren Tatzlager-Fahrmotoren.
Die Lokomotive besaß außer einer Handbremse eine Druckluftbremse und war mit einer Rangierbühne an den stirnseitigen Umläufen ausgestattet. Die Stirnpartie im Führerhaus war bei ihr zur Verbesserung der Lokführersicht breit verglast ausgeführt. Später wurde die Lok mit Rangierfunk ausgestattet.